# Centrorhynchus
Centrorhynchus är ett släkte av hakmaskar. Centrorhynchus ingår i familjen Centrorhynchidae.
Släktet Centrorhynchus indelas i:
- Centrorhynchus albensis
- Centrorhynchus albidus
- Centrorhynchus aluconis
- Centrorhynchus amphibius
- Centrorhynchus asturinus
- Centrorhynchus atheni
- Centrorhynchus bancrofti
- Centrorhynchus batrachus
- Centrorhynchus bazaleticus
- Centrorhynchus bengalensis
- Centrorhynchus bramae
- Centrorhynchus brevicanthus
- Centrorhynchus brevicaudatus
- Centrorhynchus brumpti
- Centrorhynchus brygooi
- Centrorhynchus bubonis
- Centrorhynchus buckleyi
- Centrorhynchus buteonis
- Centrorhynchus californicus
- Centrorhynchus chabaudi
- Centrorhynchus clitorideus
- Centrorhynchus conspectus
- Centrorhynchus crocidurus
- Centrorhynchus crotophagicola
- Centrorhynchus dimorphocephalus
- Centrorhynchus dipsadis
- Centrorhynchus elongatus
- Centrorhynchus falconis
- Centrorhynchus fasciatus
- Centrorhynchus freundi
- Centrorhynchus galliardi
- Centrorhynchus gendrei
- Centrorhynchus giganteus
- Centrorhynchus globocaudatus
- Centrorhynchus golvani
- Centrorhynchus grassei
- Centrorhynchus hagiangensis
- Centrorhynchus hargisi
- Centrorhynchus horridus
- Centrorhynchus indicus
- Centrorhynchus insularis
- Centrorhynchus itatsinsis
- Centrorhynchus javanicans
- Centrorhynchus knowlesi
- Centrorhynchus kuntzi
- Centrorhynchus leptorhynchus
- Centrorhynchus lesiniformis
- Centrorhynchus longicephalus
- Centrorhynchus lucknowensis
- Centrorhynchus mabuiae
- Centrorhynchus macrorchis
- Centrorhynchus madagascariensis
- Centrorhynchus magnus
- Centrorhynchus merulae
- Centrorhynchus microcephalus
- Centrorhynchus microcerviacanthus
- Centrorhynchus migrans
- Centrorhynchus milvus
- Centrorhynchus mysentri
- Centrorhynchus narcissae
- Centrorhynchus nicaraguensis
- Centrorhynchus ninni
- Centrorhynchus petrochenkoi
- Centrorhynchus polemaeti
- Centrorhynchus ptyasus
- Centrorhynchus renardi
- Centrorhynchus sholapurensis
- Centrorhynchus simplex
- Centrorhynchus spilornae
- Centrorhynchus spinosus
- Centrorhynchus teres
- Centrorhynchus tumidulus
- Centrorhynchus tyotensis
- Centrorhynchus undulatus
- Centrorhynchus wardae